# Saison 2020-2021 de l'Élan sportif chalonnais
La saison 2020-2021 de l'Élan sportif chalonnais est la vingt cinquième de l'Élan chalon en Jeep Élite avec une descente en fin de saison (17e sur 18).

## Transfert
| Arrivées - D.J. Cooper : Stal Ostrów Wielkopolski (PLK) - Garrett Sim : Bourg-en-Bresse (Jeep Élite) - Teyvon Myers : Ludwigsbourg (Basket-ball Bundesliga) - Rafi Menco : Hapoël Eilat (Ligat Ha'al) - Eric Buckner : AS Monaco (Jeep Élite) En cours de saison - Sean Armand : Maccabi Rishon LeZion (Ligat Ha'al) - Jordon Crawford : Afyon Belediye (TBL) - Mārtiņš Meiers : BC Astana (Championnat du Kazakhstan) - Ike Iroegbu : Rouen (Pro B) | Départs - Jaron Johnson : Dijon (Jeep Élite) - Ronald Roberts : ? - Jaka Klobučar : Büyükçekmece Basketbol (TBL) - Sean Armand : Maccabi Rishon LeZion (Ligat Ha'al) - Justin Robinson : Pesaro (LegA) - Mathis Dossou-Yovo : Blois (Pro B), prêt - Etienne Ca : Antibes (Pro B) - Hugo Besson : Saint-Quentin (Pro B) : prêt En cours de saison - D.J. Cooper : Stal Ostrów Wielkopolski (PLK) - Teyvon Myers : Roanne (Jeep Élite) - Eric Buckner : BC Astana (Championnat du Kazakhstan) |

## Effectif actuel
| P.  | #  | Nat.! | Nom Prénom              | Taille | Âge |
| --- | -- | ----- | ----------------------- | ------ | --- |
| 1   | 00 |       | Jordon Crawford         | 1,68   | 30  |
| 2/1 | 1  |       | Sean Armand             | 1,92   | 29  |
| 2/1 | 3  |       | Garrett Sim             | 1,88   | 30  |
| 2/3 | 10 |       | Babacar Niasse (Espoir) | 1,93   | 19  |
| 3   | 12 |       | Rafi Menco              | 2,01   | 26  |
| 3   | 13 |       | Assane Ndoye            | 1,96   | 23  |
| 5   | 14 |       | Ousmane Camara          | 2,02   | 30  |
| 1   | 19 |       | Ismael Roche (Espoir)   | 1,80   | 19  |
| 5   | 20 |       | Yvann Mbaya (Espoir)    | 2,08   | 18  |
| 3/4 | 22 |       | Myles Hesson            | 1,95   | 29  |
| 3/4 | 30 |       | Mickaël Gelabale        | 2,00   | 36  |
| 5   | 33 |       | Mārtiņš Meiers          | 2,08   | 29  |
| 2   | .. |       | Ike Iroegbu             | 1,88   | 26  |

| Entraîneur   | Assistant       |
| ------------ | --------------- |
| Ali Bouziane | Maxime Pacquaut |

## Matchs

### Matchs amicaux
Avant saison
- Chalon-sur-Saône / Vichy-Clermont : 87-57 (Match à huis clos)[2]
- Lyon-Villeurbanne / Chalon-sur-Saône : 82-70 (Ain Star Game à Bourg-en-Bresse)[3]
- Bourg-en-Bresse / Chalon-sur-Saône : 92-79 (Ain Star Game à Bourg-en-Bresse)[4]
- Roanne / Chalon-sur-Saône : 108-84[5]
- Chalon-sur-Saône / Lyon-Villeurbanne : 60-90
- Chalon-sur-Saône / Dijon : 73-69 (Tournoi de Luxeuil-les-Bains)
- Chalon-sur-Saône / Bourg-en-Bresse : 93-88 Après prolongation (Tournoi de Luxeuil-les-Bains)
- Chalon-sur-Saône / Roanne : 84-92

En cours de saison
- Vichy-Clermont / Chalon-sur-Saône : 85-80[6]
- Chalon-sur-Saône / Dijon : 96-92 (Après prolongation)[7]
- Roanne / Chalon-sur-Saône : 80-91[8]
- Saint-Chamond / Chalon-sur-Saône : 64-89[9]
- Chalon-sur-Saône 107-80 Orléans[10]
- Chalon-sur-Saône / Châlons Reims : 94-62[11]
- Chalon-sur-Saône / Roanne : 94-86[12]

### Championnat

#### Match aller
| 26 septembre 2020 20h00 | [ 13 ] | Chalon-sur-Saône                                   | 76–78                               | Pau-Lacq-Orthez |  | Le Colisée, Chalon-sur-Saône Affluence : 2 100 |
| 26 septembre 2020 20h00 | [ 13 ] | Score par quart-temps : 21-16, 16-14, 21-22, 18-26 |                                     |                 |  | Le Colisée, Chalon-sur-Saône Affluence : 2 100 |
| 26 septembre 2020 20h00 | [ 13 ] | Score par mi-temps : 37-30, 39-48                  |                                     |                 |  | Le Colisée, Chalon-sur-Saône Affluence : 2 100 |
| 26 septembre 2020 20h00 | [ 13 ] | ,                                                  | Points Rebonds Passes d. Évaluation | ,               |  | Le Colisée, Chalon-sur-Saône Affluence : 2 100 |

| 29 septembre 2020 20h00 | [ 14 ] | Cholet                                            | 91–73                               | Chalon-sur-Saône |  | La Meilleraie, Cholet |
| 29 septembre 2020 20h00 | [ 14 ] | Score par quart-temps : 15-18, 29-8, 28-26, 19-21 |                                     |                  |  | La Meilleraie, Cholet |
| 29 septembre 2020 20h00 | [ 14 ] | Score par mi-temps : 44-26, 47-47                 |                                     |                  |  | La Meilleraie, Cholet |
| 29 septembre 2020 20h00 | [ 14 ] | ,                                                 | Points Rebonds Passes d. Évaluation | ,                |  | La Meilleraie, Cholet |

| 3 octobre 2020 20h00 | [ 15 ] | Chalon-sur-Saône                                   | 54–76                    | Strasbourg |  | Le Colisée, Chalon-sur-Saône |
| 3 octobre 2020 20h00 | [ 15 ] | Score par quart-temps : 14-15, 15-10, 12-21, 13-30 |                          |            |  | Le Colisée, Chalon-sur-Saône |
| 3 octobre 2020 20h00 | [ 15 ] | Score par mi-temps : 29-25, 25-51                  |                          |            |  | Le Colisée, Chalon-sur-Saône |
| 3 octobre 2020 20h00 | [ 15 ] | ,                                                  | Points Rebonds Passes d. | ,          |  | Le Colisée, Chalon-sur-Saône |

| 10 octobre 2020 20h00 | [ 16 ] | Chalon-sur-Saône                                   | 83–80                               | Orléans |  | Le Colisée, Chalon-sur-Saône |
| 10 octobre 2020 20h00 | [ 16 ] | Score par quart-temps : 18-23, 22-20, 21-20, 22-17 |                                     |         |  | Le Colisée, Chalon-sur-Saône |
| 10 octobre 2020 20h00 | [ 16 ] | Score par mi-temps : 40-43, 43-37                  |                                     |         |  | Le Colisée, Chalon-sur-Saône |
| 10 octobre 2020 20h00 | [ 16 ] | ,                                                  | Points Rebonds Passes d. Évaluation | ,       |  | Le Colisée, Chalon-sur-Saône |

| 17 octobre 2020 17h00 | [ 17 ] | Monaco                                             | 90–60                    | Chalon-sur-Saône |  | Salle Gaston Médecin, Monaco |
| 17 octobre 2020 17h00 | [ 17 ] | Score par quart-temps : 26-11, 25-21, 21-18, 18-10 |                          |                  |  | Salle Gaston Médecin, Monaco |
| 17 octobre 2020 17h00 | [ 17 ] | Score par mi-temps : 51-32, 39-28                  |                          |                  |  | Salle Gaston Médecin, Monaco |
| 17 octobre 2020 17h00 | [ 17 ] | ,                                                  | Points Rebonds Passes d. | ,                |  | Salle Gaston Médecin, Monaco |

| 12 décembre 2020 19h00 | [ 18 ] | Châlons Reims                                     | 78–87                    | Chalon-sur-Saône |  | Palais des sports Pierre-de-Coubertin, Châlons-en-Champagne Affluence : 0 (Huis clos) |
| 12 décembre 2020 19h00 | [ 18 ] | Score par quart-temps : 23-26, 7-20, 16-27, 32-14 |                          |                  |  | Palais des sports Pierre-de-Coubertin, Châlons-en-Champagne Affluence : 0 (Huis clos) |
| 12 décembre 2020 19h00 | [ 18 ] | Score par mi-temps : 30-46, 48-41                 |                          |                  |  | Palais des sports Pierre-de-Coubertin, Châlons-en-Champagne Affluence : 0 (Huis clos) |
| 12 décembre 2020 19h00 | [ 18 ] | ,                                                 | Points Rebonds Passes d. | ,                |  | Palais des sports Pierre-de-Coubertin, Châlons-en-Champagne Affluence : 0 (Huis clos) |

| 15 décembre 2020 20h00 | [ 19 ] | Chalon-sur-Saône                                   | 80–85                               | Roanne |  | Le Colisée, Chalon-sur-Saône Affluence : 0 (Huis clos) |
| 15 décembre 2020 20h00 | [ 19 ] | Score par quart-temps : 24-25, 20-13, 16-24, 20-23 |                                     |        |  | Le Colisée, Chalon-sur-Saône Affluence : 0 (Huis clos) |
| 15 décembre 2020 20h00 | [ 19 ] | Score par mi-temps : 44-38, 36-47                  |                                     |        |  | Le Colisée, Chalon-sur-Saône Affluence : 0 (Huis clos) |
| 15 décembre 2020 20h00 | [ 19 ] | ,                                                  | Points Rebonds Passes d. Évaluation | ,      |  | Le Colisée, Chalon-sur-Saône Affluence : 0 (Huis clos) |

| 17 janvier 2021 17h00 | [ 20 ] | Chalon-sur-Saône                                   | 85–75                    | Lyon-Villeurbanne |  | Le Colisée, Chalon-sur-Saône Affluence : 0 (Huis clos) | L'Équipe TV |
| 17 janvier 2021 17h00 | [ 20 ] | Score par quart-temps : 23-23, 21-18, 24-20, 17-14 |                          |                   |  | Le Colisée, Chalon-sur-Saône Affluence : 0 (Huis clos) | L'Équipe TV |
| 17 janvier 2021 17h00 | [ 20 ] | Score par mi-temps : 44-41, 41-34                  |                          |                   |  | Le Colisée, Chalon-sur-Saône Affluence : 0 (Huis clos) | L'Équipe TV |
| 17 janvier 2021 17h00 | [ 20 ] | ,                                                  | Points Rebonds Passes d. | ,                 |  | Le Colisée, Chalon-sur-Saône Affluence : 0 (Huis clos) | L'Équipe TV |

| 29 janvier 2021 19h00 | [ 21 ] | Chalon-sur-Saône                                   | 69–85                    | Le Mans |  | Le Colisée, Chalon-sur-Saône Affluence : 0 (Huis clos) |
| 29 janvier 2021 19h00 | [ 21 ] | Score par quart-temps : 18-13, 19-22, 14-23, 18-27 |                          |         |  | Le Colisée, Chalon-sur-Saône Affluence : 0 (Huis clos) |
| 29 janvier 2021 19h00 | [ 21 ] | Score par mi-temps : 37-35, 32-50                  |                          |         |  | Le Colisée, Chalon-sur-Saône Affluence : 0 (Huis clos) |
| 29 janvier 2021 19h00 | [ 21 ] | ,                                                  | Points Rebonds Passes d. | ,       |  | Le Colisée, Chalon-sur-Saône Affluence : 0 (Huis clos) |

| 5 février 2021 20h30 | [ 22 ] | Dijon                                              | 85–75                    | Chalon-sur-Saône |  | Palais des sports Jean-Michel Geoffroy, Dijon Affluence : 0 (Huis clos) |
| 5 février 2021 20h30 | [ 22 ] | Score par quart-temps : 20-26, 22-18, 17-18, 26-13 |                          |                  |  | Palais des sports Jean-Michel Geoffroy, Dijon Affluence : 0 (Huis clos) |
| 5 février 2021 20h30 | [ 22 ] | Score par mi-temps : 42-44, 43-31                  |                          |                  |  | Palais des sports Jean-Michel Geoffroy, Dijon Affluence : 0 (Huis clos) |
| 5 février 2021 20h30 | [ 22 ] | ,                                                  | Points Rebonds Passes d. | ,                |  | Palais des sports Jean-Michel Geoffroy, Dijon Affluence : 0 (Huis clos) |

| 6 mars 2021 18h00 | [ 23 ] | Chalon-sur-Saône                                                         | 84–79                    | Cholet | OT | Le Colisée, Chalon-sur-Saône Affluence : 0 (Huis clos) |
| 6 mars 2021 18h00 | [ 23 ] | Score par quart-temps : 12-21, 22-13, 13-19, 23-17 ; prolongation : 14-9 |                          |        | OT | Le Colisée, Chalon-sur-Saône Affluence : 0 (Huis clos) |
| 6 mars 2021 18h00 | [ 23 ] | Score par mi-temps : 34-34, 36-36                                        |                          |        | OT | Le Colisée, Chalon-sur-Saône Affluence : 0 (Huis clos) |
| 6 mars 2021 18h00 | [ 23 ] | ,                                                                        | Points Rebonds Passes d. | ,      | OT | Le Colisée, Chalon-sur-Saône Affluence : 0 (Huis clos) |

| 13 mars 2021 18h00 | [ 24 ] | Strasbourg                                         | 96–92                    | Chalon-sur-Saône |  | Rhénus Sport, Strasbourg Affluence : 0 (Huis clos) |
| 13 mars 2021 18h00 | [ 24 ] | Score par quart-temps : 28-15, 18-28, 26-24, 24-25 |                          |                  |  | Rhénus Sport, Strasbourg Affluence : 0 (Huis clos) |
| 13 mars 2021 18h00 | [ 24 ] | Score par mi-temps : 46-43, 50-49                  |                          |                  |  | Rhénus Sport, Strasbourg Affluence : 0 (Huis clos) |
| 13 mars 2021 18h00 | [ 24 ] | ,                                                  | Points Rebonds Passes d. | ,                |  | Rhénus Sport, Strasbourg Affluence : 0 (Huis clos) |

| 16 mars 2021 19h00 | [ 25 ] | Chalon-sur-Saône                                  | 80–68                    | Boulazac |  | Le Colisée, Chalon-sur-Saône Affluence : 0 (Huis clos) |
| 16 mars 2021 19h00 | [ 25 ] | Score par quart-temps : 20-21, 26-16, 17-8, 17-23 |                          |          |  | Le Colisée, Chalon-sur-Saône Affluence : 0 (Huis clos) |
| 16 mars 2021 19h00 | [ 25 ] | Score par mi-temps : 46-37, 34-31                 |                          |          |  | Le Colisée, Chalon-sur-Saône Affluence : 0 (Huis clos) |
| 16 mars 2021 19h00 | [ 25 ] | ,                                                 | Points Rebonds Passes d. | ,        |  | Le Colisée, Chalon-sur-Saône Affluence : 0 (Huis clos) |

| 21 mars 2021 17h00 | [ 26 ] | Chalon-sur-Saône                                   | 89–75                    | Le Portel |  | Le Colisée, Chalon-sur-Saône Affluence : 0 (Huis clos) |
| 21 mars 2021 17h00 | [ 26 ] | Score par quart-temps : 28-18, 22-23, 21-18, 18-16 |                          |           |  | Le Colisée, Chalon-sur-Saône Affluence : 0 (Huis clos) |
| 21 mars 2021 17h00 | [ 26 ] | Score par mi-temps : 50-41, 39-34                  |                          |           |  | Le Colisée, Chalon-sur-Saône Affluence : 0 (Huis clos) |
| 21 mars 2021 17h00 | [ 26 ] | ,                                                  | Points Rebonds Passes d. | ,         |  | Le Colisée, Chalon-sur-Saône Affluence : 0 (Huis clos) |

| 27 mars 2021 18h00 | [ 27 ] | Le Portel                                          | 84–83                    | Chalon-sur-Saône |  | Le Chaudron, Le Portel Affluence : 0 (Huis clos) |
| 27 mars 2021 18h00 | [ 27 ] | Score par quart-temps : 26-25, 21-16, 13-27, 24-15 |                          |                  |  | Le Chaudron, Le Portel Affluence : 0 (Huis clos) |
| 27 mars 2021 18h00 | [ 27 ] | Score par mi-temps : 47-41, 37-42                  |                          |                  |  | Le Chaudron, Le Portel Affluence : 0 (Huis clos) |
| 27 mars 2021 18h00 | [ 27 ] | ,                                                  | Points Rebonds Passes d. | ,                |  | Le Chaudron, Le Portel Affluence : 0 (Huis clos) |

| 2 avril 2021 19h00 | [ 28 ] | Chalon-sur-Saône                                   | 96–90                    | Bourg-en-Bresse |  | Le Colisée, Chalon-sur-Saône Affluence : 0 (Huis clos) |
| 2 avril 2021 19h00 | [ 28 ] | Score par quart-temps : 28-21, 23-29, 18-18, 27-22 |                          |                 |  | Le Colisée, Chalon-sur-Saône Affluence : 0 (Huis clos) |
| 2 avril 2021 19h00 | [ 28 ] | Score par mi-temps : 51-50, 45-40                  |                          |                 |  | Le Colisée, Chalon-sur-Saône Affluence : 0 (Huis clos) |
| 2 avril 2021 19h00 | [ 28 ] | ,                                                  | Points Rebonds Passes d. | ,               |  | Le Colisée, Chalon-sur-Saône Affluence : 0 (Huis clos) |

| 7 avril 2021 18h00 | [ 29 ] | Boulogne Levallois                                 | 88–80                    | Chalon-sur-Saône |  | Palais des sports Marcel-Cerdan, Levallois-Perret Affluence : 0 (Huis clos) |
| 7 avril 2021 18h00 | [ 29 ] | Score par quart-temps : 24-22, 21-19, 17-19, 26-20 |                          |                  |  | Palais des sports Marcel-Cerdan, Levallois-Perret Affluence : 0 (Huis clos) |
| 7 avril 2021 18h00 | [ 29 ] | Score par mi-temps : 45-41, 43-39                  |                          |                  |  | Palais des sports Marcel-Cerdan, Levallois-Perret Affluence : 0 (Huis clos) |
| 7 avril 2021 18h00 | [ 29 ] | ,                                                  | Points Rebonds Passes d. | ,                |  | Palais des sports Marcel-Cerdan, Levallois-Perret Affluence : 0 (Huis clos) |

#### Match retour
| 14 avril 2021 18h30 | [ 30 ] | Chalon-sur-Saône                                   | 78–86                    | Monaco |  | Le Colisée, Chalon-sur-Saône Affluence : 0 (Huis clos) |
| 14 avril 2021 18h30 | [ 30 ] | Score par quart-temps : 15-17, 25-26, 16-26, 22-17 |                          |        |  | Le Colisée, Chalon-sur-Saône Affluence : 0 (Huis clos) |
| 14 avril 2021 18h30 | [ 30 ] | Score par mi-temps : 40-43, 38-43                  |                          |        |  | Le Colisée, Chalon-sur-Saône Affluence : 0 (Huis clos) |
| 14 avril 2021 18h30 | [ 30 ] | ,                                                  | Points Rebonds Passes d. | ,      |  | Le Colisée, Chalon-sur-Saône Affluence : 0 (Huis clos) |

| 17 avril 2021 18h00 | [ 31 ] | Nanterre                                           | 97–84                    | Chalon-sur-Saône |  | Palais des sports Maurice-Thorez, Nanterre Affluence : 0 (Huis clos) |
| 17 avril 2021 18h00 | [ 31 ] | Score par quart-temps : 17-19, 20-21, 27-22, 33-22 |                          |                  |  | Palais des sports Maurice-Thorez, Nanterre Affluence : 0 (Huis clos) |
| 17 avril 2021 18h00 | [ 31 ] | Score par mi-temps : 37-40, 60-44                  |                          |                  |  | Palais des sports Maurice-Thorez, Nanterre Affluence : 0 (Huis clos) |
| 17 avril 2021 18h00 | [ 31 ] | ,                                                  | Points Rebonds Passes d. | ,                |  | Palais des sports Maurice-Thorez, Nanterre Affluence : 0 (Huis clos) |

| 20 avril 2021 18h00 | [ 32 ] | Le Mans                                            | 98–78                    | Chalon-sur-Saône |  | Antarès, Le Mans Affluence : 0 (Huis clos) |
| 20 avril 2021 18h00 | [ 32 ] | Score par quart-temps : 27-19, 20-18, 24-19, 27-22 |                          |                  |  | Antarès, Le Mans Affluence : 0 (Huis clos) |
| 20 avril 2021 18h00 | [ 32 ] | Score par mi-temps : 47-37, 51-41                  |                          |                  |  | Antarès, Le Mans Affluence : 0 (Huis clos) |
| 20 avril 2021 18h00 | [ 32 ] | ,                                                  | Points Rebonds Passes d. | ,                |  | Antarès, Le Mans Affluence : 0 (Huis clos) |

| 23 avril 2021 |                                    | Bourg-en-Bresse          | 88–85 | Chalon-sur-Saône |  | Ekinox, Bourg-en-Bresse Affluence : 0 (Huis clos) |
| 23 avril 2021 | Score par quart-temps : -, -, -, - |                          |       |                  |  | Ekinox, Bourg-en-Bresse Affluence : 0 (Huis clos) |
| 23 avril 2021 | Score par mi-temps : -, -          |                          |       |                  |  | Ekinox, Bourg-en-Bresse Affluence : 0 (Huis clos) |
| 23 avril 2021 | ,                                  | Points Rebonds Passes d. | ,     |                  |  | Ekinox, Bourg-en-Bresse Affluence : 0 (Huis clos) |

| 27 avril 2021 19h00 | [ 33 ] | Chalon-sur-Saône                                   | 81–80                    | Gravelines Dunkerque |  | Le Colisée, Chalon-sur-Saône Affluence : 0 (Huis clos) |
| 27 avril 2021 19h00 | [ 33 ] | Score par quart-temps : 22-18, 18-21, 18-18, 23-23 |                          |                      |  | Le Colisée, Chalon-sur-Saône Affluence : 0 (Huis clos) |
| 27 avril 2021 19h00 | [ 33 ] | Score par mi-temps : 40-39, 41-41                  |                          |                      |  | Le Colisée, Chalon-sur-Saône Affluence : 0 (Huis clos) |
| 27 avril 2021 19h00 | [ 33 ] | ,                                                  | Points Rebonds Passes d. | ,                    |  | Le Colisée, Chalon-sur-Saône Affluence : 0 (Huis clos) |

| 30 avril 2021 |                                    | Lyon Villeurbanne        | 102–75 | Chalon-sur-Saône |  | Astroballe, Villeurbanne Affluence : 0 (Huis clos) |
| 30 avril 2021 | Score par quart-temps : -, -, -, - |                          |        |                  |  | Astroballe, Villeurbanne Affluence : 0 (Huis clos) |
| 30 avril 2021 | Score par mi-temps : -, -          |                          |        |                  |  | Astroballe, Villeurbanne Affluence : 0 (Huis clos) |
| 30 avril 2021 | ,                                  | Points Rebonds Passes d. | ,      |                  |  | Astroballe, Villeurbanne Affluence : 0 (Huis clos) |

| 4 mai 2021 18h00 | [ 34 ] | Chalon-sur-Saône                                                          | 95–96                    | Limoges | OT | Le Colisée, Chalon-sur-Saône Affluence : 0 (Huis clos) |
| 4 mai 2021 18h00 | [ 34 ] | Score par quart-temps : 29-20, 17-23, 16-26, 22-15 ; prolongation : 11-12 |                          |         | OT | Le Colisée, Chalon-sur-Saône Affluence : 0 (Huis clos) |
| 4 mai 2021 18h00 | [ 34 ] | Score par mi-temps : 46-43, 38-41                                         |                          |         | OT | Le Colisée, Chalon-sur-Saône Affluence : 0 (Huis clos) |
| 4 mai 2021 18h00 | [ 34 ] | ,                                                                         | Points Rebonds Passes d. | ,       | OT | Le Colisée, Chalon-sur-Saône Affluence : 0 (Huis clos) |

| 8 mai 2021 18h00 | [ 35 ] | Limoges                                            | 96–90                    | Chalon-sur-Saône |  | Palais des sports de Beaublanc, Limoges Affluence : 0 (Huis clos) |
| 8 mai 2021 18h00 | [ 35 ] | Score par quart-temps : 21-26, 28-20, 27-21, 20-23 |                          |                  |  | Palais des sports de Beaublanc, Limoges Affluence : 0 (Huis clos) |
| 8 mai 2021 18h00 | [ 35 ] | Score par mi-temps : 49-46, 47-44                  |                          |                  |  | Palais des sports de Beaublanc, Limoges Affluence : 0 (Huis clos) |
| 8 mai 2021 18h00 | [ 35 ] | ,                                                  | Points Rebonds Passes d. | ,                |  | Palais des sports de Beaublanc, Limoges Affluence : 0 (Huis clos) |

| 12 mai 2021 18h00 | [ 36 ] | Chalon-sur-Saône                                   | 87–97                    | Nanterre |  | Le Colisée, Chalon-sur-Saône Affluence : 0 (Huis clos) |
| 12 mai 2021 18h00 | [ 36 ] | Score par quart-temps : 20-25, 24-22, 23-19, 20-31 |                          |          |  | Le Colisée, Chalon-sur-Saône Affluence : 0 (Huis clos) |
| 12 mai 2021 18h00 | [ 36 ] | Score par mi-temps : 44-47, 43-50                  |                          |          |  | Le Colisée, Chalon-sur-Saône Affluence : 0 (Huis clos) |
| 12 mai 2021 18h00 | [ 36 ] | ,                                                  | Points Rebonds Passes d. | ,        |  | Le Colisée, Chalon-sur-Saône Affluence : 0 (Huis clos) |

| 19 mai 2021 |                                    | Boulazac                 | 87–88 | Chalon-sur-Saône |  | Le Palio, Boulazac |
| 19 mai 2021 | Score par quart-temps : -, -, -, - |                          |       |                  |  | Le Palio, Boulazac |
| 19 mai 2021 | Score par mi-temps : -, -          |                          |       |                  |  | Le Palio, Boulazac |
| 19 mai 2021 | ,                                  | Points Rebonds Passes d. | ,     |                  |  | Le Palio, Boulazac |

| 25 mai 2021 18h00 | [ 37 ] | Gravelines Dunkerque                               | 89–88                    | Chalon-sur-Saône |  | Sportica, Gravelines Affluence : 800 |
| 25 mai 2021 18h00 | [ 37 ] | Score par quart-temps : 25-22, 19-27, 15-15, 30-24 |                          |                  |  | Sportica, Gravelines Affluence : 800 |
| 25 mai 2021 18h00 | [ 37 ] | Score par mi-temps : 44-49, 45-39                  |                          |                  |  | Sportica, Gravelines Affluence : 800 |
| 25 mai 2021 18h00 | [ 37 ] | ,                                                  | Points Rebonds Passes d. | ,                |  | Sportica, Gravelines Affluence : 800 |

| 29 mai 2021 18h00 | [ 38 ] | Chalon-sur-Saône                                   | 72–78                    | Boulogne Levallois |  | Le Colisée, Chalon-sur-Saône Affluence : 800 |
| 29 mai 2021 18h00 | [ 38 ] | Score par quart-temps : 13-22, 17-22, 24-17, 18-17 |                          |                    |  | Le Colisée, Chalon-sur-Saône Affluence : 800 |
| 29 mai 2021 18h00 | [ 38 ] | Score par mi-temps : 30-44, 42-34                  |                          |                    |  | Le Colisée, Chalon-sur-Saône Affluence : 800 |
| 29 mai 2021 18h00 | [ 38 ] | ,                                                  | Points Rebonds Passes d. | ,                  |  | Le Colisée, Chalon-sur-Saône Affluence : 800 |

| 3 juin 2021 18h30 | [ 39 ] | Chalon-sur-Saône                                   | 94–91                    | Châlons Reims |  | Le Colisée, Chalon-sur-Saône Affluence : 800 |
| 3 juin 2021 18h30 | [ 39 ] | Score par quart-temps : 28-17, 16-21, 19-32, 31-21 |                          |               |  | Le Colisée, Chalon-sur-Saône Affluence : 800 |
| 3 juin 2021 18h30 | [ 39 ] | Score par mi-temps : 44-38, 50-53                  |                          |               |  | Le Colisée, Chalon-sur-Saône Affluence : 800 |
| 3 juin 2021 18h30 | [ 39 ] | ,                                                  | Points Rebonds Passes d. | ,             |  | Le Colisée, Chalon-sur-Saône Affluence : 800 |

| 6 juin 2021 17h00 | [ 40 ] | Pau-Lacq-Orthez                                    | 99–86                    | Chalon-sur-Saône |  | Palais des sports de Pau, Pau |
| 6 juin 2021 17h00 | [ 40 ] | Score par quart-temps : 22-17, 22-19, 27-23, 28-27 |                          |                  |  | Palais des sports de Pau, Pau |
| 6 juin 2021 17h00 | [ 40 ] | Score par mi-temps : 44-36, 55-50                  |                          |                  |  | Palais des sports de Pau, Pau |
| 6 juin 2021 17h00 | [ 40 ] | ,                                                  | Points Rebonds Passes d. | ,                |  | Palais des sports de Pau, Pau |

| 9 juin 2021 |                                    | Roanne                   | 97–84 | Chalon-sur-Saône |  |  |
| 9 juin 2021 | Score par quart-temps : -, -, -, - |                          |       |                  |  |  |
| 9 juin 2021 | Score par mi-temps : -, -          |                          |       |                  |  |  |
| 9 juin 2021 | ,                                  | Points Rebonds Passes d. | ,     |                  |  |  |

| 12 juin 2021 |                                    | Chalon-sur-Saône         | 81–90 | Dijon |  | Le Colisée, Chalon-sur-Saône |
| 12 juin 2021 | Score par quart-temps : -, -, -, - |                          |       |       |  | Le Colisée, Chalon-sur-Saône |
| 12 juin 2021 | Score par mi-temps : -, -          |                          |       |       |  | Le Colisée, Chalon-sur-Saône |
| 12 juin 2021 | ,                                  | Points Rebonds Passes d. | ,     |       |  | Le Colisée, Chalon-sur-Saône |

| 15 juin 2021 |                                    | Orléans                  | 87–79 | Chalon-sur-Saône |  |  |
| 15 juin 2021 | Score par quart-temps : -, -, -, - |                          |       |                  |  |  |
| 15 juin 2021 | Score par mi-temps : -, -          |                          |       |                  |  |  |
| 15 juin 2021 | ,                                  | Points Rebonds Passes d. | ,     |                  |  |  |

Extrait du classement de Jeep Élite 2020-2021
| Rang | Équipe               | %  | J  | G  | P  | Pp   | Pc   | GA   |
| ---- | -------------------- | -- | -- | -- | -- | ---- | ---- | ---- |
| 11   | Pau-Lacq-Orthez      | 47 | 34 | 16 | 18 | 2753 | 2819 | -66  |
| 12   | Châlons-Reims        | 38 | 34 | 13 | 21 | 2754 | 2896 | -142 |
| 13   | Le Portel            | 38 | 34 | 13 | 21 | 2751 | 2751 | 0    |
| 14   | Cholet               | 35 | 34 | 12 | 22 | 2815 | 2842 | -27  |
| 15   | Gravelines-Dunkerque | 32 | 34 | 11 | 23 | 2871 | 2863 | 8    |
| 16   | Roanne               | 32 | 34 | 11 | 23 | 2712 | 2836 | -124 |
| 17   | Chalon-sur-Saône     | 29 | 34 | 10 | 24 | 2771 | 2961 | -190 |
| 18   | Boulazac             | 12 | 34 | 4  | 30 | 2629 | 2977 | -348 |

### Coupe de France
| 22 septembre 2020 20h00 |                                                    | Chalon-sur-Saône                    | 65–81 | Fos-sur-Mer |  | Le Colisée, Chalon-sur-Saône |
| 22 septembre 2020 20h00 | Score par quart-temps : 12-12, 13-20, 17-21, 23-28 |                                     |       |             |  | Le Colisée, Chalon-sur-Saône |
| 22 septembre 2020 20h00 | Score par mi-temps : 25-32, 40-49                  |                                     |       |             |  | Le Colisée, Chalon-sur-Saône |
| 22 septembre 2020 20h00 | ,                                                  | Points Rebonds Passes d. Évaluation | ,     |             |  | Le Colisée, Chalon-sur-Saône |

## Bilan
Pour la saison 2020-2021, le club compte cinq arrivées (D.J. Cooper, Garrett Sim, Teyvon Myers, Rafi Menco et Eric Buckner) pour six départs (Jaron Johnson, Ronald Roberts, Jaka Klobučar, Sean Armand, Justin Robinson et Etienne Ca) et deux prêts (Mathis Dossou-Yovo et Hugo Besson). Sean Armand resigne au club le 1er octobre 2020 et DJ Cooper quitte l'équipe une semaine plus tard. Au cours du premier tiers de la saison le club voit l'arrivées de Jordon Crawford (fin novembre 2021) et Mārtiņš Meiers (février 2021) et les départs de Teyvon Myers (janvier 2021) et Eric Buckner (février 2021). Après un bilan de huit victoires pour seize défaites et une 16e place sur 18, Julien Espinosa est demis de ces fonctions et Ali Bouziane assure l'intérim jusqu'à la fin de saison. Mi-mai 2021, le président du club Dominique Juillot prend la décision de ne plus occuper le poste de président à la fin de saison. L'Elan Chalon finit avant dernier (17e) avec un bilan de 10 victoires pour 24 défaites et descend en Pro B pour la saison 2021-2022,.